# Srbija u Osmanskom Carstvu
Osmansko Carstvo je porazilo srpsku vojsku u dvije ključne bitke: na rijeci Marici 1371. gdje je poražena srpska vlastela[nedostaje izvor] iz Makedonije i na Kosovu Polju 1389., gdje je poražena vojska kneza Lazara, koji je tada bio najjači oblasni vladar u Srbiji i zapovjednik vojske svojih vazala.
Bitka na Kosovu polju je definitivno riješila sudbinu Srbije, jer nakon nje u zemlji više nije bilo sile koja bi mogla suprotstaviti se Turcima. To je bilo nestabilno razdoblje u kojem su vladali sin i nasljednik kneza Lazara despot Stefan Lazarević, koji je bio pravi vitez europskog tipa, vojskovođa i pisac, a zatim njegov rođak Đurađ Branković, koji je prijestolnicu države preselio na sjever, u novoizgrađeni grad Smederevo. Turci su nastavili svoja osvajanja sve dok nisu uspjeli zauzeti cijeli teritorij srpske države 1459. godine, osvojivši Smederevo.
Srbija je bila pod vlašću Osmanskog Carstva do početka 19. stoljeća. Turci su se naročito okomili na srpsku aristokraciju, istrebljujući fizički društvenu elitu. Budući da je Tursko Carstvo bila islamska država teokratskog tipa, u kojoj su kršćanski Srbi bili narod drugog reda, izloženi nasilju, ponižavanju i eksploataciji, srpsko življe je napuštalo razvijena i urbanizirana rudarska, obrtnička i trgovačka središta i povlačilo se u nepristupačne planine, baveći se uglavnom stočarstvom.
Europske sile, naročito Austrija, vodile su brojne ratove protiv Turske. Tijekom Dugog turskog rata (1593. – 1606.) Srbi su 1594. podigli ustanak u panonskom dijelu Turske, u Banatu, koja im se osvetila spaljivanjem tijela Svetog Save – najveće srpske relikvije. Drugo žarište otpora Turcima stvorili su Srbi u Hercegovini, ali su sklapanjem mira između Turaka i Austrije bili prepušteni turskoj odmazdi. Taj redoslijed događaja je postao uobičajen tijekom sljedećih stoljeća.

## Seoba Srba
U Velikom ratu (1683. – 1690.) između Turske i Svete lige uz papinu pomoć sudjelovale su Austrija, Poljska i Venecija. One su podsticale Srbe na bunu protiv turske vlasti. Uskoro je cijeli zapadni Balkan bio zahvaćen ustancima i gerilom od Crne Gore, preko Dalmacije i Podunavlja do Stare Srbije (Makedonija, Raška, Kosovo). Kada se austrijska vojska počela povlačiti iz Srbije, pozvala je i srpski narod da se povuče s njom, na njen teritorij. Birajući između turske osvete i života u jednom kršćanskom carstvu, mase Srba su napustile svoju postojbinu i 1690. godine, pod vođstvom svog patrijarha Arsenija Čarnojevića krenule na sjever. Tada su mnoga područja na jugu Balkana ostale depopulizirane, što su Turci koristili da islamiziraju Rašku oblast, Kosovo i djelomično Makedoniju. Tada je počeo proces čije se posljedice osjećaju i danas.
Po odredbama Požarevačkog mira 1718. godine Habsburška monarhija je (između ostalog) od Osmanskog Carstva dobila i Beograd sa sjevernom Srbijom.
U Srbiji je 1717. – 1720. privremena vojna uprava na čelu s grofom Odvijerom. Od 1720. građanska uprava – Administracija Srbije (ili Beogradska administracija), koja je (Srbija) bila osobno Carevo vlasništvo. Na čelu administracije je princ od Würtemberga s po 2 savjetnika (građanin + vojnik) za administrativnu i za sudsku vlast. Od 1733. – 1736. guverner Srbije je general Maruli a od 1736. feldmaršal de Valis (obojica grofovi). Administrativna i sudska vlast bile su u vojnim, a financijska u komorskim rukama. Vojna vlast je bila potčinjena Dvorskom ratnom vijeću, a komorska – Dvorskom komorskom vijeću. Administracija Srbije dosta je zavisila od odobrenja koja su slana iz ovih vijeća, ali im je ponekad neke odluke i samo stavljala do znanja.
Istočna Srbija, iako se ubraja pod Kraljevinu Srbiju, stoji pod administrativnom upravom Temišvara tj. Tamiškog Banata.
Zemlja je podijeljena na 11 okruga/provizorata, koji se dijele na knežine, a ove na sela. Distriktom upravlja provizor uz pomoć išpana (kao prvog pomoćnika i zamjenika) i 2-3 ibrajtera, knežinama oborknezovi, a selima knezovi. Provizor vrši administrativnu, sudsku, policijsku i finansijsku vlast. Oborknezovi i knezovi su zadržani iz turskih vremena dok su ostali novodovedeni činovnici koji dobivaju plaće iz državne blagajne. 1/3 sela u Srbiji je pusto. Plaćaju dažbine komori (glavna – porez na zemljište) pošto je u Srbiji jedini feudalac država. Osim "komorskih" postoje i "hajdučka" sela.
Beograd je poseban: ima njemačku i srpsku općinu; Srbi imaju svoj zbor uglednih ljudi i općinski odbor s knezom koji je i sudac. Sjedište vojske je u Beogradu gdje su smješteni grenadiri i pješaštvo. Još 3 konjičke divizije raspoređene su po Šapcu, Valjevu, Rudniku i Jagodini. Pored tog postoji i srpska policija koja je organizirana u kapetanate (15) po selima (nisu spojena u teritorijalnu cjelinu) i kojoj je na čelu oberkapetan Vuk Isaković. "Hajdučka" sela nalaze se uglavnom uz granicu i ima ih različiti broj po distriktima (od 2 do 15). Uživaju određne povlastice, a trebala su čuvati granicu, putnike i skoroteče.
Novim ratom i tzv. Beogradskim mirom, Turska je uspjela povratiti skoro sve što je prethodnim izgubila. Lokalno srpsko stanovništvo opet je pogodilo ratno razaranje, progoni i odmazde.
Posljednji austrijsko-turski rat bio je tzv. Dubički rat (1788. – 1791.), u kome je opet Austrija pozivala kršćane u Bosni da se dignu na ustanak. Nakon njega novih sukoba više nije bilo sve do dvadesetog stoljeća i propasti oba carstva.

## Vanjske poveznice
- Srbija pod turskom vladavinom